# Enizemum urumqiense
Enizemum urumqiense là một loài tò vò trong họ Ichneumonidae.